# Xdvi
xdviは、X Window System用のオープンソースのDVIファイルビューアーである。狭義のxdviはkpathseaが含まれないものを指す。広義のxdviは、狭義のxdviとxdvikの両方を指す。